# 4057 Demophon
4057 Demophon è un asteroide troiano di Giove del campo greco. Scoperto nel 1985, presenta un'orbita caratterizzata da un semiasse maggiore pari a 5,2631975 UA e da un'eccentricità di 0,1177726, inclinata di 2,87114° rispetto all'eclittica.
L'asteroide è dedicato a Demofonte, re di Atene.